# Lhota (ort i Tjeckien, Olomouc)
Lhota är en ort i Tjeckien.   Den ligger i regionen Olomouc, i den östra delen av landet, 240 km öster om huvudstaden Prag. Lhota ligger 334 meter över havet och antalet invånare är 314.
Terrängen runt Lhota är platt söderut, men norrut är den kuperad. Runt Lhota är det ganska tätbefolkat, med 124 invånare per kvadratkilometer. Närmaste större samhälle är Přerov, 12,7 km väster om Lhota. Trakten runt Lhota består till största delen av jordbruksmark.